# Кемелишки
Кемелишки (бел. Кемелішкі) — агрогородок в Рытанском сельсовете Островецкого района Гродненской области Беларуси. Бывший административный центр Кемелишковского сельсовета (ныне — Рытанский сельсовет). Расположен в 34 км от города Островец, в 39 км от железнодорожной станции Гудогай, в 284 км от Гродно. В 2014 году в агрогородке проживало 526 человек.

## История
С 1922 года в составе Польши, с 1939 года в составе БССР. В Великую Отечественную войну здесь находилось гетто, в котором 16 октября 1942 года были расстреляны 350 евреев.

## Население
- 1861 год — 31 хозяйство, 229 человек;
- 1880 год — 21 хозяйство, 143 человека;
- 1897 год — 29 хозяйств, 156 жителей;
- 1905 год — 156 жителей;
- 1938 год — 135 хозяйств, 714 жителей;
- 1959 год — 322 жителя;
- 1970 год — 66 жителей;
- 2004 год — 267 хозяйств, 691 житель;
- 2014 год — 526 жителей.

## Инфраструктура
В агрогородке имеется учебный комплекс ясли-сад—средняя школа, аптека, Дом культуры, библиотека, отделение связи, врачебная амбулатория, филиал «Беларусбанка», баня, четыре магазина.

## Культура
- Дом культуры
- Краеведческо-этнографический музей ГУО «Кемелишковская средняя школа»

## Достопримечательности
- Костёл Рождества Пресвятой Девы Марии (1900) —  Историко-культурная ценность Республики Беларусь, шифр 413В000047.
- Братская могила жертв фашизма.